# Flinkit
Flinkit (IMA-Symbol Fln) ist ein sehr selten vorkommendes Mineral aus der Mineralklasse der „Phosphate, Arsenate und Vanadate“ mit der chemischen Zusammensetzung Mn2+2Mn3+[(OH)4|AsO4] und damit chemisch gesehen ein Mangan-Arsenat mit zusätzlichen Hydroxidionen oder anders ausgedrückt ein basisches Manganarsenat.
Flinkit kristallisiert im orthorhombischen Kristallsystem, entwickelt aber nur selten individuelle Kristalle bis etwa drei Millimeter Größe mit blättrigem bis dünntafeligem Habitus. Im Allgemeinen findet er sich in Form rosettenförmiger oder federähnlicher Mineral-Aggregate. Die durchsichtigen Kristalle sind von grünlichbrauner, dunkelgrüner oder dunkelgelbbrauner Farbe mit einem glas- oder harz- bis fettähnlichen Glanz auf den Oberflächen.

## Etymologie und Geschichte
Bei einem Besuch  des Eisen-Mangan-Bergwerks „Harstigen“ („Harstigsgruvan“) (Koordinaten des Bergwerks Harstigen) bei Persberg (auch Pajsberg) in der historischen schwedischen Provinz Värmland (Gemeinde Filipstad) im Juni 1888 sammelte der Mineraloge Axel Hamberg (1863–1933) einige Karyopilit- und Sarkinit-Stufen. Auf diesen Stufen entdeckte er kleine, grünbraune, astrophyllitähnliche Kristalle. Da er vermutete, eine bisher unbekannte Mineralart vor sich zu haben, bemühte sich Hamberg noch im August des gleichen Jahres, weitere Proben für eine genauere Untersuchung zu finden. Seine Fundstücke waren jedoch nur von geringer Qualität.
Nachdem Hamberg von Waldemar Christofer Brøgger (1851–1940), Gustaf Flink (1849–1931) und Nils Adolf Erik Nordenskiöld (1832–1901) bessere erhalten konnte, war eine chemische Analyse möglich. Er benannte das neue Manganarsenat nach Gustaf Flink (in englischsprachigen Quellen auch Gustav Flink), um dessen Verdienste um die Morphologie vermländischer Minerale zu ehren.
Das Typmaterial des Minerals wird im Naturhistoriska riksmuseet (englisch Swedish Museum of Natural History; SMNH) in Stockholm (Schweden) unter der Katalog-Nummer 531859 aufbewahrt.
Da der Flinkit bereits lange vor der Gründung der International Mineralogical Association (IMA) bekannt und als eigenständige Mineralart anerkannt war, wurde dies von ihrer Commission on New Minerals, Nomenclature and Classification (CNMNC) übernommen und bezeichnet den Flinkit als sogenanntes „grandfathered“ (G) Mineral. Die seit 2021 ebenfalls von der IMA/CNMNC anerkannte Kurzbezeichnung (auch Mineral-Symbol) von Flinkit lautet „Fln“.

## Klassifikation
Bereits in der veralteten 8. Auflage der Mineralsystematik nach Strunz gehörte der Flinkit zur Mineralklasse der „Phosphate, Arsenate und Vanadate“ und dort zur Abteilung „Wasserfreie Phosphate, Arsenate und Vanadate mit fremden Anionen“, wo er zusammen mit Synadelphit die „Flinkit-Synadelphit-Gruppe“ mit der Systemnummer VII/B.10 und den weiteren Mitgliedern Allaktit, Chlorophoenicit, Hämatolith, Holdenit, Magnesiochlorophoenicit und Retzian bildet.
In der zuletzt 2018 überarbeiteten Lapis-Systematik nach Stefan Weiß, die formal auf der alten Systematik von Karl Hugo Strunz in der 8. Auflage basiert, erhielt das Mineral die System- und Mineralnummer VII/B.15-010. Dies entspricht ebenfalls der Abteilung „Wasserfreie Phosphate, mit fremden Anionen F,Cl,O,OH“, wo Flinkit zusammen mit Allaktit, Argandit, Raadeit, Retzian-(Ce), Retzian-(La), Retzian-(Nd) und Waterhouseit eine unbenannte Gruppe mit der Systemnummer VII/B.15 bildet.
Auch die von der International Mineralogical Association (IMA) zuletzt 2009 aktualisierte 9. Auflage der Strunz’schen Mineralsystematik ordnet den Flinkit in die Abteilung „Phosphate usw. mit zusätzlichen Anionen; ohne H2O“ ein. Diese ist allerdings weiter unterteilt nach der relativen Größe der beteiligten Kationen und dem Stoffmengenverhältnis der zusätzlichen Anionen (OH usw.) zum Phosphat-, Arsenat- beziehungsweise Vanadatkomplex (RO4). Das Mineral ist hier entsprechend seiner Zusammensetzung in der Unterabteilung „Mit ausschließlich mittelgroßen Kationen; (OH usw.) : RO4 > 2 : 1“ zu finden, wo es zusammen mit Allaktit und Raadeit die „Flinkit-Allaktit-Gruppe“ mit der Systemnummer 8.BE.30 bildet.
In der vorwiegend im englischen Sprachraum gebräuchlichen Systematik der Minerale nach Dana hat Flinkit die System- und Mineralnummer 41.03.03.01. Das entspricht ebenfalls der Klasse der „Phosphate, Arsenate und Vanadate“ und dort der Abteilung „Wasserfreie Phosphate etc., mit Hydroxyl oder Halogen“. Hier findet er sich als einziges Mitglied in einer unbenannten Gruppe mit der Systemnummer 41.03.03 innerhalb der Unterabteilung „Wasserfreie Phosphate etc., mit Hydroxyl oder Halogen mit (AB)3(XO4)Zq“.

## Kristallstruktur
Flinkit kristallisiert in der orthorhombischen Raumgruppe Pnma (Raumgruppen-Nr. 62) mit den Gitterparametern a = 9,55 Å; b = 13,11 Å und c = 5,25 Å sowie 4 Formeleinheiten pro Elementarzelle.

## Bildung und Fundorte
An seiner Typlokalität im schwedischen Bergwerk „Harstigen“ bildete sich Flinkit in Äderchen und Rissen von Magnetiterzen. Als Begleitminerale traten dort Baryt, gediegen Blei, Brandtit, manganhaltiger Calcit, Karyopilit, Nadorit und Sarkinit auf.
Im Bergbaurevier Franklin (New Jersey), wo sich das Mineral in metamorphosierten schichtförmigen (stratiformen) Zinkerz-Lagerstätten bildete, fand es sich auch mit Andradit, Cahnit, Franklinit, Hausmannit und Jarosewichit vergesellschaftet.
Flinkit gehört zu den sehr seltenen Mineralbildungen und wurde bisher nur in wenigen Proben aus weltweit weniger als 10 dokumentierten Vorkommen gefunden. Außer im Bergwerk „Harstigen“ konnte das Mineral in Schweden nur noch in der gleichnamigen Grube der Gemeinde Långban in der Provinz Värmlands län und in der Grube Kesebol im Erzfeld Strandhem (Gemeinde Åmål) in der Provinz Västra Götalands län entdeckt werden.
Der bisher einzige bekannte Fundort in der Schweiz liegt am Pipji-Gletscher bei Pipjitälli im Turtmanntal im Kanton Wallis. Ansonsten fand sich Flinkit nur noch in der Sterling Mine am Sterling Hill nahe Ogdensburg im US-Bundesstaat New Jersey.